# Bannack (Montana)
Bannack es un pueblo fantasma del Condado de Beaverhead, Montana (Estados Unidos). Está ubicado en la cala de saltamontes, unos 18 km aguas arriba de donde Grasshopper Creek se une con el sur del río Beaverhead de Dillon. Fue fundado en 1862 con motivo de la fiebre del oro que invadía la zona a mediados del siglo XIX. De 1864 a 1865 fue la capital del Territorio de Montana y albergó su Asamblea Legislativa. Llegó a tener 10.000 habitantes y los últimos vecinos se fueron en la década de 1970.
Actualmente es bien conservado y es un ejemplo de los pueblos que se levantaron en Estados Unidos durante esa época en su expansión hacia el Lejano Oeste.

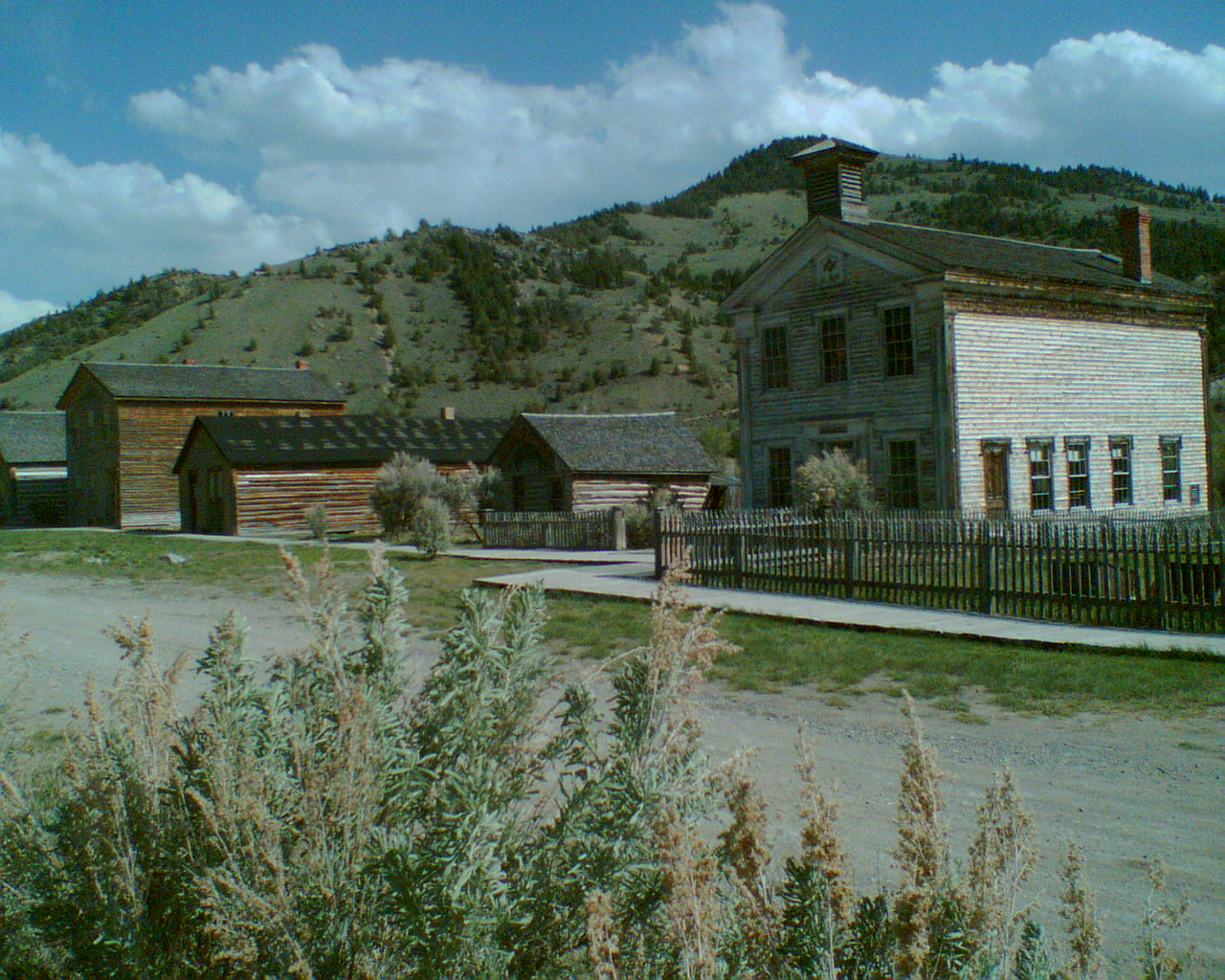
Edificios abandonados.

## Historia
El pueblo se fundó en 1862 cuando se descubrió oro en las aguas del arroyo donde se encuentra Bannack hoy. Es una de las muchas ciudades mineras que se construyeron en el siglo XIX en Estados Unidos debido a la fiebre del oro. Las noticias sobre los ríos de oro se extendieron rápidamente y provocaron la mayor afluencia hacia el Oeste desde la fiebre del oro de California en 1848. La ciudad recibió el nombre de los indios Bannock locales, pero Washington escribió mal el nombre con una "a". En un principio se construyó un campamento minero. Literalmente, en un abrir y cerrar de ojos y de la nada apareció un nuevo asentamiento. Los rumores de que este oro era el oro más puro jamás encontrado en los Estados Unidos hicieron de Bannack el Nuevo El Dorado.
Cada vez llegaban más mineros a la zona y en un par de meses, Bannack se convirtió en el hogar de más de 400 personas. La mayoría de los mineros vivían en tiendas de campaña, cuevas y carros. Al igual que en otras ciudades mineras, la población estaba formada en su mayoría por hombres, con excepción de las chicas de los salones. Estos primeros pioneros no sólo eran mineros, sino también desertores de la guerra civil y forajidos. Llegaron a Bannock en carros, caballos, barcos de vapor e incluso a pie.
Aunque era una ciudad muy remota y estaba situada en una región donde los inviernos son extremadamente fríos, en su punto más alto, Bannack tenía aproximadamente diez mil habitantes. Había tres hoteles, tres panaderías, tres herrerías, dos establos, una tienda de comestibles, un restaurante, una sala de billar y cuatro cantinas.
Debido al descubrimiento de oro en Alder Gulch, que pronto se convertiría en el próspero asentamiento de Virginia City, en 1863, la población disminuyó rápidamente. Bannack continuó siendo un pueblo minero hasta la década de 1970, cuando los últimos habitantes se marcharon y Bannack se convirtió en uno de los muchos pueblos fantasmas de los Estados Unidos.